# بهشية عريضة الأوراق
البَهْشِيِّة العريضة الأوراق (باللاتينية: Ilex latifolia) نوع نباتي يتبع جنس البهشية من الفصيلة البهشية.
موطنها جنوب اليابان.